# 水戸巌
水戸 巌（みと いわお、1933年3月2日 - 1986年12月30日?）は、日本の物理学者・反原発活動家・市民活動家。専門は放射線物理学。理学博士。最終職歴は芝浦工業大学電気工学科教授。神奈川県横浜市出身。

## 人物・来歴
1933年（昭和8年）3月2日、神奈川県横浜市鶴見に生まれる。
第二次世界大戦中、福島県に疎開し、同地の中学校を終戦後に卒業。栃木県立宇都宮高等学校卒業後、東京大学理学部Ⅰ類に進学、在学中に理学部自治会委員長を務める。1960年（昭和35年）3月、同大学大学院博士課程を修了、博士号を取得。
その後甲南大学教員となり6年間勤務する。
1967年（昭和42年）、東京大学原子核研究所助教授となる。同年10月に起きた「羽田事件」において、「羽田10.8救援会」を組織して学生たちを支援した。
1969年（昭和44年）、大学闘争による被逮捕者の救援を目的として、日高六郎・羽仁五郎らと「救援連絡センター」を設立、活動の支柱となる。
1971年（昭和46年）頃より反原発運動にかかわり、以後日本の反原発の主導的役割を担う。特に水戸との関係は深く、東海第二発電所の計画に際して起った設置阻止市民運動が、後に裁判に持ち込まれると「訴状」作成段階から裁判の全過程を科学者として支えた。第10回参議院議員通常選挙に三里塚芝山連合空港反対同盟の戸村一作が立候補すると、小田実らの「三里塚闘争と戸村一作氏に連帯する会」に参加した。
1972年（昭和47年）のあさま山荘事件では、「救援連絡センター・モップル社」と称し浅田光輝・丸山照雄・木村荘（弁護士）らとともに、立てこもり犯の連合赤軍メンバーとの面会を試みたが、中止している。
1974年（昭和49年）、芝浦工業大学電気工学科教授となる。
1983年（昭和58年）6月、第13回参議院議員通常選挙比例区に無党派市民連合から立候補、落選。
1986年（昭和61年）12月30日、双子の息子である共生（京都大学大学院生）および徹（大阪大学学生）とともに、親子3人で北アルプスでも難峰として知られる剱岳の冬季登頂をめざしたが、北方稜線（小窓尾根）の小窓付近で消息を絶つ。京都大学山岳部などの協力による捜索活動の結果、3人の遺体は翌夏までに順次発見され、水戸教授の死亡が確認された。満53歳没。

## 職歴
- 1961年（昭和36年） - 甲南大学講師
- 1967年（昭和42年） - 東京大学原子核研究所助教授
- 1975年（昭和50年） - 芝浦工業大学電気工学科教授（在職中に死亡）

## 著作

### 博士論文
- 「プリンスアルバートスタックにおける重一次宇宙線の元素比およびInteractionの解析」理学博士、東京大学、1960年3月29日授与[3]。

### 単著
- 『原発は滅びゆく恐竜である : 水戸巌著作・講演集』緑風出版、2014年3月。ISBN 978-4-8461-1403-9

### 共著
- 『われらチェルノブイリの虜囚 : ドキュメント・日本原発列島を抉る』三一書房〈三一新書〉、1987年。共著者：高木仁三郎、反原発記者会。[7]
- 『封建社会主義と現代 : 塩見孝也獄中論文集』新泉社、1988年7月。共著者：塩見孝也。

### 編著
- 『裁判闘争と救援活動 : 60年安保から70年闘争へ』大光社、1970年。

### 翻訳
- レフ・ランダウ、エフゲニー・リフシッツ『力学』 共訳者：廣重徹。
  - 1960年、商工出版社〈物理学選書〉。
  - 1967年、東京図書（増訂新版）。
  - 1974年、東京図書（増訂第3版・ランダウ＝リフシッツ理論物理学教程）。
- エル・ヤ・シュテインマン『空間と時間の物理学』
  - 1967年、東京図書〈科学技術選書〉。
  - 1989年10月、東京図書（新装版）。ISBN 4-48900302-1
- レフ・ランダウ、エフゲニー・リフシッツ『力学・場の理論 : ランダウ＝リフシッツ物理学小教程』 共訳者：恒藤敏彦、廣重徹。
  - 1976年、東京図書。
  - 1984年10月、東京図書。ISBN 4-48900122-3
  - 2008年3月、筑摩書房〈ちくま学芸文庫〉。ISBN 978-4-48009111-6
- アレクサンドル・モステパネンコ『新しい空間と時間 : 物理学的世界像の変革』
  - 1979年9月、文一総合出版。

## 関連事項
- 高木仁三郎
- 小出裕章
- 原子力撤廃
- 救援連絡センター